# 总寨镇 (西宁市)
总寨镇是中华人民共和国青海省西宁市城中区下辖的一个镇。
2014年1月9日，青海省人民政府批复同意将湟中县总寨镇行政区域划归城中区管理。

## 行政区划
总寨镇下辖以下村级行政区划单位：
清华路社区、金十字社区、新城社区、王斌堡村、张家庄村、清河村、清水河村、总南村、总北村、谢家寨村、塘马坊村、杜家庄村、泉尔湾村、新庄村、逯家寨村、王家山村、元堡子村、星家村、新安村、享堂村、陈家窑村、莫家沟村、下细沟村、上细沟村、下野牛沟村和上野牛沟村。